# Draft 2002 de la NBA
2001 2003
La draft 2002 de la NBA est la 56e draft annuelle de la National Basketball Association (NBA), se déroulant en amont de la saison 2002-2003. Elle s'est tenue le 26 juin 2002 au théâtre du Madison Square Garden de New York.
Lors de cette draft, les équipes de la National Basketball Association (NBA) ont sélectionné 57 joueurs, issus de NCAA, des joueurs pouvant être éligibles pour la première fois tels des joueurs de lycée et des ligues non-américaines. La draft fut diffusée sur ESPN et TNT à 19h30 (heure de l'Est). La NBA annonça que 42 joueurs d'université et de lycée et cinq joueurs étrangers s'étaient présentés à cette draft.
Les Bulls de Chicago et les Warriors de Golden State avaient 22,5 % de chances d'obtenir le premier choix, mais ce sont les Rockets de Houston, avec 8,9 % de probabilité, qui remportèrent la loterie de la draft le 19 mai,. Les Bulls et les Warriors furent deuxièmes et troisièmes, respectivement. Comme sanction pour violations du salary cap lors de la saison 2000-2001, les Timberwolves du Minnesota furent privés de leur premier tour de draft.
En tant que premier choix des Rockets, Yao Ming devint le premier joueur étranger sans expérience du basket américain à être drafté en première position. La draft 2002 a battu un record avec 17 joueurs étrangers sélectionnés, dont six au premier tour. À l'issue de la saison régulière, Amar'e Stoudemire fut nommé NBA Rookie of the Year et participera par la suite à 6 NBA All-Star Game. En 2005, Yao Ming a battu le record du nombre de votes pour un All-Star avec 2 558 278 suffrages, lui permettant d'obtenir un poste de titulaire de la Conférence Ouest au All-Star Game. Ming sera intronisé au Basketball Hall of Fame à l'issue de sa carrière. Caron Butler et Carlos Boozer ont également participé au NBA All-Star Game au cours de leur carrière, 2 fois chacun.
Après une prometteuse saison rookie, le numéro 2 de la draft Jay Williams viola les termes de son contrat en faisant de la moto et faillit perdre la vie dans un accident le blessant grièvement. Alors qu'il a entamé un intense programme de rééducation, en 2007, Williams n'a toujours pas joué un match en NBA.

## Draft
| ^ | Signale un joueur qui a été intronisé au Basketball Hall of Fame                                                                |
| * | Signale un joueur qui a été sélectionné pour au moins un match annuel NBA All-Star Game et une récompense annuelle All-NBA Team |
| + | Signale un joueur qui a été sélectionné pour au moins un match annuel NBA All-Star Game                                         |
| R | Signale le joueur qui a remporté le titre de NBA Rookie of the Year                                                             |

### Premier tour
| Choix | Nom                     | Position                                                                                           | Nationalité                                                                                        | Équipe | Provenance                                                                                         |
| ----- | ----------------------- | -------------------------------------------------------------------------------------------------- | -------------------------------------------------------------------------------------------------- | --- | -------------------------------------------------------------------------------------------------- |
| 1     | Yao Ming^               | Pivot                                                                                              | Chine                                                                                              | Rockets de Houston                                                                                              | Shanghai Sharks                                                                                    |
| 2     | Jay Williams            | Meneur                                                                                             | États-Unis                                                                                         | Bulls de Chicago                                                                                                | Duke                                                                                               |
| 3     | Mike Dunleavy, Jr.      | Ailier                                                                                             | États-Unis                                                                                         | Warriors de Golden State                                                                                        | Duke                                                                                               |
| 4     | Drew Gooden             | Ailier                                                                                             | États-Unis                                                                                         | Grizzlies de Memphis                                                                                            | Kansas                                                                                             |
| 5     | Nikoloz Tskitishvili    | Pivot                                                                                              | Géorgie                                                                                            | Nuggets de Denver                                                                                               | Benetton Trévise                                                                                   |
| 6     | Dajuan Wagner           | Arrière                                                                                            | États-Unis                                                                                         | Cavaliers de Cleveland                                                                                          | Memphis                                                                                            |
| 7     | Maybyner "Nenê" Hilario | Ailier fort                                                                                        | Brésil                                                                                             | Knicks de New York (transféré aux Nuggets de Denver)                                                            | Vasco da Gama                                                                                      |
| 8     | Chris Wilcox            | Ailier fort                                                                                        | États-Unis                                                                                         | Clippers de Los Angeles (des Hawks d'Atlanta)                                                                   | Maryland                                                                                           |
| 9     | Amar'e Stoudemire* R    | Ailier fort                                                                                        | États-Unis                                                                                         | Suns de Phoenix                                                                                                 | Cypress Creek (Orlando (Floride))                                                                  |
| 10    | Caron Butler+           | Ailier                                                                                             | États-Unis                                                                                         | Heat de Miami                                                                                                   | Connecticut                                                                                        |
| 11    | Jared Jeffries          | Ailier                                                                                             | États-Unis                                                                                         | Wizards de Washington                                                                                           | Indiana                                                                                            |
| 12    | Melvin Ely              | Ailier fort                                                                                        | États-Unis                                                                                         | Clippers de Los Angeles                                                                                         | Fresno State                                                                                       |
| 13    | Marcus Haislip          | Ailier fort                                                                                        | États-Unis                                                                                         | Bucks de Milwaukee                                                                                              | Tennessee                                                                                          |
| 14    | Fred Jones              | Arrière                                                                                            | États-Unis                                                                                         | Pacers de l'Indiana                                                                                             | Oregon                                                                                             |
| 15    | Boštjan Nachbar         | Ailier                                                                                             | Slovénie                                                                                           | Rockets de Houston (des Raptors de Toronto)                                                                     | Benetton Trevise                                                                                   |
| 16    | Jiří Welsch             | Arrière Ailier                                                                                     | Tchéquie                                                                                           | 76ers de Philadelphie (transféré aux Warriors de Golden State)                                                  | Union Olimpija                                                                                     |
| 17    | Juan Dixon              | Meneur                                                                                             | États-Unis                                                                                         | Wizards de Washington (des Hornets de La Nouvelle-Orléans)                                                      | Maryland                                                                                           |
| 18    | Curtis Borchardt        | Pivot                                                                                              | États-Unis                                                                                         | Magic d'Orlando (transféré au Jazz de l'Utah)                                                                   | Stanford                                                                                           |
| 19    | Ryan Humphrey           | Ailier fort                                                                                        | États-Unis                                                                                         | Jazz de l'Utah (transféré au Magic d'Orlando)                                                                   | Notre Dame                                                                                         |
| 20    | Kareem Rush             | Arrière                                                                                            | États-Unis                                                                                         | Raptors de Toronto (des SuperSonics de Seattle via les Knicks de New York, transféré aux Lakers de Los Angeles) | Missouri                                                                                           |
| 21    | Qyntel Woods            | Ailier                                                                                             | États-Unis                                                                                         | Trail Blazers de Portland                                                                                       | NE Mississippi CC                                                                                  |
| 22    | Casey Jacobsen          | Arrière                                                                                            | États-Unis                                                                                         | Suns de Phoenix (des Celtics de Boston)                                                                         | Stanford                                                                                           |
| 23    | Tayshaun Prince         | Ailier                                                                                             | États-Unis                                                                                         | Pistons de Détroit                                                                                              | Kentucky                                                                                           |
| 24    | Nenad Krstić            | Ailier fort Pivot                                                                                  | Serbie                                                                                             | Nets du New Jersey                                                                                              | Partizan Belgrade                                                                                  |
| 25    | Frank Williams          | Meneur                                                                                             | États-Unis                                                                                         | Nuggets de Denver (des Mavericks de Dallas, transféré aux Knicks de New York)                                   | Illinois                                                                                           |
| 26    | John Salmons            | Arrière Ailier                                                                                     | États-Unis                                                                                         | Spurs de San Antonio(transféré aux 76ers de Philadelphie)                                                       | Miami                                                                                              |
| 27    | Chris Jefferies         | Ailier                                                                                             | États-Unis                                                                                         | Lakers de Los Angeles (transféré aux Raptors de Toronto)                                                        | Fresno State                                                                                       |
| 28    | Dan Dickau              | Meneur                                                                                             | États-Unis                                                                                         | Kings de Sacramento (transféré aux Hawks d'Atlanta)                                                             | Gonzaga                                                                                            |
| 29    | Choix annulé            | Note : les Timberwolves du Minnesota sont forfaits pour cause de violation de la limite salariale. | Note : les Timberwolves du Minnesota sont forfaits pour cause de violation de la limite salariale. | Note : les Timberwolves du Minnesota sont forfaits pour cause de violation de la limite salariale.              | Note : les Timberwolves du Minnesota sont forfaits pour cause de violation de la limite salariale. |

### Deuxième tour
| Choix | Nom                 | Position    | Nationalité | Équipe                                                                                      | Provenance          |
| ----- | ------------------- | ----------- | ----------- | ------------------------------------------------------------------------------------------- | ------------------- |
| 30    | Steve Logan         | Meneur      | États-Unis  | Warriors de Golden State                                                                    | Cincinnati          |
| 31    | Roger Mason         | Arrière     | États-Unis  | Bulls de Chicago                                                                            | Virginia            |
| 32    | Robert Archibald    | Ailier fort | Écosse      | Grizzlies de Memphis                                                                        | Illinois            |
| 33    | Vincent Yarbrough   | Ailier      | États-Unis  | Nuggets de Denver                                                                           | Tennessee           |
| 34    | Dan Gadzuric        | Pivot       | Pays-Bas    | Bucks de Milwaukee (des Rockets de Houston)                                                 | UCLA                |
| 35    | Carlos Boozer*      | Ailier fort | États-Unis  | Cavaliers de Cleveland                                                                      | Duke                |
| 36    | Miloš Vujanić       | Meneur      | Serbie      | Knicks de New York                                                                          | Partizan Belgrade   |
| 37    | David Andersen      | Pivot       | Australie   | Hawks d'Atlanta                                                                             | Virtus Bologne      |
| 38    | Tito Maddox         | Meneur      | États-Unis  | Rockets de Houston (du Heat de Miami)                                                       | Fresno State        |
| 39    | Rod Grizzard        | Arrière     | États-Unis  | Wizards de Washington (des Suns de Phoenix via les Nuggets de Denver)                       | Alabama             |
| 40    | Juan Carlos Navarro | Meneur      | Espagne     | Wizards de Washington                                                                       | FC Barcelone        |
| 41    | Mario Kasun         | Pivot       | Croatie     | Clippers de Los Angeles                                                                     | Opel Skyliners      |
| 42    | Ronald Murray       | Arrière     | États-Unis  | Bucks de Milwaukee                                                                          | Shaw                |
| 43    | Jason Jennings      | Pivot       | États-Unis  | Trail Blazers de Portland (des Raptors de Toronto via les Bulls de Chicago)                 | Arkansas State      |
| 44    | Lonny Baxter        | Ailier fort | États-Unis  | Bulls de Chicago (des Pacers de l'Indiana)                                                  | Maryland            |
| 45    | Sam Clancy          | Ailier fort | États-Unis  | 76ers de Philadelphie                                                                       | USC                 |
| 46    | Matt Barnes         | Ailier      | États-Unis  | Grizzlies de Memphis (du Magic d'Orlando)                                                   | UCLA                |
| 47    | Jamal Sampson       | Pivot       | États-Unis  | Jazz de l'Utah (transféré au Magic d'Orlando)                                               | California          |
| 48    | Chris Owens         | Ailier      | États-Unis  | Bucks de Milwaukee (des Hornets de La Nouvelle-Orléans, transféré aux Grizzlies de Memphis) | Texas               |
| 49    | Peter Fehse         | Ailier fort | Allemagne   | SuperSonics de Seattle                                                                      | SV Halle            |
| 50    | Darius Songaila     | Ailier fort | Lituanie    | Celtics de Boston                                                                           | Wake Forest         |
| 51    | Federico Kammerichs | Ailier      | Argentine   | Trail Blazers de Portland                                                                   | CD Ourense          |
| 52    | Marcus Taylor       | Meneur      | États-Unis  | Timberwolves du Minnesota                                                                   | Michigan State      |
| 53    | Rasual Butler       | Ailier      | États-Unis  | Heat de Miami (des Pistons de Détroit via les Raptors de Toronto et les Rockets de Houston) | La Salle            |
| 54    | Tamar Slay          | Arrière     | États-Unis  | Nets du New Jersey                                                                          | Marshall            |
| 55    | Mladen Šekularac    | Arrière     | Serbie      | Mavericks de Dallas                                                                         | FMP Zeleznik        |
| 56    | Luis Scola          | Ailier fort | Argentine   | Spurs de San Antonio (des Lakers de Los Angeles)                                            | TAU Cerámica        |
| 57    | Randy Holcomb       | Ailier fort | États-Unis  | Spurs de San Antonio (transféré aux 76ers de Philadelphie)                                  | San Diego State     |
| 58    | Corsley Edwards     | Ailier fort | États-Unis  | Kings de Sacramento                                                                         | Central Connecticut |

## Joueurs notables non draftés
| Nom                 | Position    | Nationalité | Provenance          |
| ------------------- | ----------- | ----------- | ------------------- |
| Devin Brown         | Arrière     | États-Unis  | Texas (San Antonio) |
| Reggie Evans        | Ailier fort | États-Unis  | Iowa                |
| Udonis Haslem       | Ailier fort | États-Unis  | Florida             |
| Arvydas Macijauskas | Arrière     | Lituanie    | Tau Vitoria         |
| Keith McLeod        | Meneur      | États-Unis  | Bowling Green       |
| Didier Mbenga       | Pivot       | Belgique    | Spirou Charleroi    |
| Jannero Pargo       | Meneur      | États-Unis  | Arkansas            |
| Smush Parker        | Meneur      | États-Unis  | Fordham             |